# Friedrich Gnaß
Friedrich Gnaß (* 13. November 1892 in Langendreer, heute Bochum; † 8. Mai 1958 in Ost-Berlin) war ein deutscher Schauspieler.

## Leben
Friedrich Gnaß wuchs auf einem Bauernhof in Westfalen auf und arbeitete nach einer Lehre als Maschinenschlosser zunächst als Seemann, Bergmann, Schlosser und Kranführer. Im Alter von 31 Jahren nahm er in Hamburg Schauspielunterricht, ehe er 1925 über Engagements an den Hamburger Kammerspielen und in Beuthen 1926 nach Berlin kam, wo er an der Volksbühne Berlin und im Theater am Schiffbauerdamm auftrat. Daneben wirkte er bei verschiedenen progressiven Theatergruppen mit.
Seine Filmlaufbahn hatte Friedrich Gnaß, dessen Markenzeichen sein schon in jungen Jahren zerfurchtes Charaktergesicht und seine heisere Stimme war, 1929 mit einer Nebenrolle in einer Produktion der kleinen Berliner Hisa-Film GmbH begonnen. Noch im selben Jahr kam er zur politisch links stehenden Prometheus Film, bei der er in dem Prostituierten-Drama Jenseits der Straße einen Matrosen und in Phil Jutzis berühmt gewordenen Arbeiterfilm Mutter Krausens Fahrt ins Glück einen Bauarbeiter spielte. Weitere kleine Nebenrollen in Filmen, die allerdings zu den kommerziell erfolgreichsten bzw. künstlerisch interessantesten ihrer Zeit zählten, folgten: Luise, Königin von Preußen, Fritz Langs M, Danton, Kameradschaft (alle 1931).
Nach der NS-Machtübernahme trat Friedrich Gnaß trotz seiner politisch linken Überzeugungen meist in Tendenzfilmen auf, darunter Morgenrot (allerdings bereits 1932), Flüchtlinge (1933), Pour le Mérite (1938) und Legion Condor (1939).
Auf der Rückreise von Dreharbeiten in den Vereinigten Staaten, wo er im Film Der Kaiser von Kalifornien von Luis Trenker mitgewirkt hatte, soll er 1936 auf dem Schiff im betrunkenen Zustand wüste Drohungen gegen Adolf Hitler ausgestoßen haben. Die bei dem Eklat anwesenden Kollegen denunzierten ihn zwar nicht, aber dennoch wurden Gnaß' Flüche daheim in Berlin ruchbar und der Schauspieler im Herbst 1936 zu einer Zuchthausstrafe verurteilt. Die mit Gnaß gedrehten Szenen wurden aus dem fertigen Film entfernt und der Schauspieler vorübergehend aus der Reichsfachschaft Film ausgeschlossen.
Nach dem Ende des Zweiten Weltkrieges folgten wieder Engagements an Berliner Bühnen. Von 1949 bis zu seinem Tod im Jahr 1958 war er Mitglied des von Bertolt Brecht gegründeten Berliner Ensembles. Neben seiner Theatertätigkeit wirkte Gnaß auch schauspielerisch wieder an Filmproduktionen mit, wie 1947 in Wozzeck gefolgt von zahlreichen größeren Rollen für die DEFA, wo er – mittlerweile im Altenfach – ein gefragter Charakterdarsteller war.
Friedrich Gnaß’ Lebensgefährtin war die Schauspielerin und Kabarettistin Ilse Trautschold.

## Filmografie (Auswahl)
- 1929: Jenseits der Straße
- 1929: Mutter Krausens Fahrt ins Glück
- 1930: Troika
- 1931: Danton
- 1931: Luise, Königin von Preußen
- 1931: M
- 1931: Kameradschaft
- 1932: Rasputin, Dämon der Frauen – Regie: Adolf Trotz
- 1932: Ich bei Tag und Du bei Nacht
- 1932: Razzia in St. Pauli
- 1932: F.P.1 antwortet nicht
- 1933: Morgenrot
- 1933: Flüchtlinge
- 1933: Der Stern von Valencia
- 1934: Abenteuer eines jungen Herrn in Polen – Regie: Gustav Fröhlich
- 1935: Das Mädchen Johanna
- 1935: Hundert Tage
- 1935: Blutsbrüder/Bosniaken – Regie: J. A. Hübler-Kahla
- 1935: Henker, Frauen und Soldaten
- 1938: Sergeant Berry
- 1938: Pour le Mérite
- 1938: Nordlicht – Regie: Herbert B. Fredersdorf
- 1938: Capriccio
- 1938: Fahrendes Volk
- 1938: Kautschuk
- 1938: In geheimer Mission – Regie: Jürgen von Alten
- 1938: Geheimzeichen LB 17 – Regie: Viktor Tourjansky
- 1939: Legion Condor
- 1939: Aufruhr in Damaskus
- 1947: Wozzeck
- 1948: Abgrund (Kurz-Spielfilm) – Regie: Herbert B. Fredersdorf
- 1949: Die Buntkarierten
- 1949: Der Biberpelz
- 1949: Unser täglich Brot
- 1950: Familie Benthin
- 1951: Der Untertan
- 1952: Schatten über den Inseln
- 1952: Frauenschicksale
- 1952: Das verurteilte Dorf
- 1952: Roman einer jungen Ehe
- 1953: Anna Susanna
- 1953: Die Geschichte vom kleinen Muck
- 1954: Ernst Thälmann – Sohn seiner Klasse
- 1954: Leuchtfeuer
- 1955: Wer seine Frau lieb hat …
- 1955: Das Stacheltier – Letztes Fach unten rechts (Kurzfilm)
- 1955: Einmal ist keinmal
- 1956: Thomas Müntzer – Ein Film deutscher Geschichte
- 1957: Katzgraben (Theateraufzeichnung)
- 1957: Spur in die Nacht
- 1957: Gejagt bis zum Morgen
- 1957: Die Schönste
- 1957: Mutter Courage und ihre Kinder (Theateraufzeichnung)
- 1957: Der Fackelträger
- 1957: Spielbank-Affäre
- 1957: Herr Puntila und sein Knecht Matti (Studioaufzeichnung)
- 1958: Madeleine und der Legionär

## Theater
- 1928: Hermann Essig: Der Kuhhandel – Regie: Viktor Schwanneke (Theater am Schiffbauerdamm Berlin)
- 1928: Günther Weisenborn: U-Boot S4 – Regie: Leo Reuss (Theater Volksbühne am Bülowplatz Berlin)
- 1929: Curt Corrinth: Trojaner (Rowdy) – Regie: Fritz Holl (Theater Volksbühne am Bülowplatz Berlin)
- 1929: Ödön von Horváth: Die Bergbahn – Regie: Viktor Schwanneke (Theater Volksbühne am Bülowplatz Berlin)
- 1929: Gotthold Ephraim Lessing: Die Juden – Regie: Günther Stark (Theater Volksbühne am Bülowplatz Berlin)
- 1930: Anna Gmeyner: Heer ohne Helden – Regie: Slatan Dudow (Wallner-Theater Berlin)
- 1946: Friedrich Schiller: Wilhelm Tell (Geßler) – Regie: Karl Vogt (Freilichtbühne im Volkspark Rehberge Berlin)
- 1946: William Shakespeare: Die Komödie der Irrungen – Regie: Karl Vogt (Freilichtbühne im Volkspark Rehberge Berlin)
- 1946: Friedrich Karl Fromm: Struve, ein Spiel um Gerechtigkeit (Paul Struve) – Regie: Horst Sommer (Neues Berliner Künstler-Theater)
- 1947: Boris Lawrenjow: Die Bresche (Matrose) – Regie: Heinz Wolfgang Litten (Haus der Kultur der Sowjetunion)
- 1947: Friedrich Wolf: Die Matrosen von Cattaro (Kuddel) – Regie: Ernst Busch (Theater am Schiffbauerdamm)
- 1948: Herrmann Mostar: Der Zimmerherr (Großvater) – Regie: Wolfgang Böttcher (Volksbühne Berlin)
- 1949: Paul Fechter: Der zauberer Gottes (Dorfchmied) – Regie: Vasa Hochmann (Theater am Kurfürstendamm Berlin)
- 1949: Gerhart Hauptmann: Der Biberpelz (Schiffer Wulkow) – Regie: Robert Trösch (Volksbühne Berlin in der Kastanienallee)
- 1949: Maxim Gorki: Wassa Schelesnowa – Regie: Bertold Viertel (Berliner Ensemble im Deutschen Theater Berlin – Kammerspiele)
- 1950: Bertolt Brecht: Die Mutter – Regie: Bertolt Brecht (Berliner Ensemble im Deutschen Theater Berlin)
- 1950: Jakob Michael Reinhold Lenz: Der Hofmeister (Major) – Regie: Bertolt Brecht (Berliner Ensemble im Deutschen Theater Berlin)
- 1950: Aristophanes: Lysistrata (Knecht) – Regie: Franz Reichert (Volksbühne Berlin)
- 1951: Gerhart Hauptmann: Der Biberpelz und Roter Hahn (Rauert) – Regie: Egon Monk (Berliner Ensemble im Deutschen Theater Berlin)
- 1952: Heinrich von Kleist: Der zerbrochne Krug (Bauer Tümpel) – Regie: Therese Giehse (Berliner Ensemble im Deutschen Theater Berlin)
- 1953: Bertolt Brecht: Die Gewehre der Frau Carrar (Fischer) – Regie: Egon Monk (Berliner Ensemble im Deutschen Theater Berlin – Kammerspiele)
- 1953: Erwin Strittmatter: Katzgraben (Kleinschmidt) – Regie: Bertolt Brecht (Berliner Ensemble)
- 1954: Bertolt Brecht: Der kaukasische Kreidekreis (Bauer) – Regie: Bertolt Brecht (Berliner Ensemble)
- 1954: Molière: Don Juan (Bettler) – Regie: Benno Besson (Berliner Ensemble)
- 1956: John Millington Synge: Der Held der westlichen Welt (Gastwirt Flaherty) – Regie: Manfred Wekwerth, Peter Palitzsch (Berliner Ensemble)
- 1958: Wsewolod Wischnewski: Optimistische Tragödie (Anführer der Anarchisten) – Regie: Manfred Wekwerth, Peter Palitzsch (Berliner Ensemble)

## Hörspiele
- 1932: Bertolt Brecht: Die heilige Johanna der Schlachthöfe (Gloomb/junger Arbeiter) – Regie: Alfred Braun (Funk-Stunde Berlin)
- 1947: Hedda Zinner: Erde – Regie: Hedda Zinner (Berliner Rundfunk)
- 1956: William Shakespeare: Hamlet, Prinz von Dänemark (Totengräber) – Regie: Martin Flörchinger (Hörspiel – Rundfunk der DDR)
- 1957: Hans J. Rehfisch: Oberst Chabert (Brissac) – Regie: Hans Busse (Rundfunk der DDR)